# Condado de Kędzierzyn-Koźle
Nota linguística: Não confundir hrabstwo (condado) com powiat (divisão administrativa)..
Kędzierzyn-Koźle (polaco: powiat kędzierzyńsko-kozielski) é um powiat (condado) da Polónia, na voivodia de Opole. A sede é a cidade de Kędzierzyn-Koźle. Estende-se por uma área de 625,28 km², com 102 251 habitantes, segundo os censos de 2006, com uma densidade 163,52 hab/km².

## Divisões admistrativas
O condado possui:
Comunas urbanas: Kędzierzyn-Koźle
Comunas rurais: Bierawa, Cisek, Pawłowiczki, Polska Cerekiew, Reńska Wieś
Cidades: Kędzierzyn-Koźle

## Demografia
População (dados de 30 de Junho de 2005):
|          | Total   | Total | Mulheres | Mulheres | Homens  | Homens |
| -------- | ------- | ----- | -------- | -------- | ------- | ------ |
|          | pessoas | %     | pessoas  | %        | pessoas | %      |
| Total    | 102 701 | 100   | 52 913   | 51,5     | 49 788  | 48,5   |
| Cidades  | 65 934  | 100   | 34 081   | 51,7     | 31 853  | 48,3   |
| Povoados | 36 767  | 100   | 18 832   | 51,2     | 17 935  | 48,8   |